# Az első ómen
Az első ómen (eredeti cím: The First Omen) 2024-es amerikai természetfeletti horrorfilm, amelyet Arkasha Stevenson rendezett. Az 1976-os Ómen című film előzménye, egyben az Ómen-franchise 6. darabja. A főbb szerepekben Nell Tiger Free, Tawfeek Barhom, Sônia Braga, Ralph Ineson és Bill Nighy látható.
Amerikában 2024. április 5-én, míg Magyarországon április 4-én mutatták be a mozikban.

## Cselekmény
Brennan atya nyomást gyakorol Harris atyára egy "Scianna" nevű csecsemőről készült fotó miatt, de Harris képtelen beszélni róla. Megemlíti, hogy természetellenes szülés volt. A templom lépcsőjén építési baleset történik, és egy cső lezuhan, ami lehasítja Harris koponyájának és agyának egy hátsó részét. Véres grimasz marad utána.
Rómában, 1971-ben, baloldali tüntetések közepette Margaret Daino amerikai novícius megérkezik a Vizzardeli árvaházba, hogy letegye fogadalmát. Ott öt emberrel találkozik: a fiatal művésznővel, Carlitával, a különc szobatársnővel, Luzzal, a furcsa modorú Anjelicával, Lawrence bíborossal és Silvia nővérrel, a főnöknővel. Carlita megmutat Margaretnek egy rajzot, amelyen alakok egy nőt szorítanak egy ágyra. Egyik este a szobájukban Margaret elmondja Luznak, hogy Lawrence bíboros mindig is jelen volt az életében, és segített neki, hogy emberként fejlődjön.
Luz azt mondja Margaretnek, hogy az esküjük előtt jól kell érezniük magukat, és mindketten elmennek egy diszkóba, ahol Margaret egy Paolo nevű férfival táncol, majd elájul, és nem emlékszik a történtekre, de másnap Luz megnyugtatja, hogy semmi rossz nem történt. Az árvaházban szemtanúja lesz egy szülésnek, ahol egy démoni kéz nyúlik ki az anya szülőcsatornájából; a nő elájul.
Margaret gyorsan kötődést alakít ki Carlita iránt, észreveszi, hogy az apácák aktívan rosszul bánnak vele, többek között bezárják egy elszigetelt szobába, és távol tartják a többiektől. Megemlíti Carlitának, hogy gyermekkorában ő is hasonló volt, élénk auditív és vizuális hallucinációi voltak. Később Brennan atya odalép Margarethez, és figyelmezteti Carlita miatt, mondván, hogy "gonosz dolgok" fognak történni körülötte. Margaret kiszúrja Anjelicát Carlitával, és egy rajzot lát, amelyen egy terhes nőt lefognak. Margaret kitér előle, és illetlennek nevezi a képet. Nem sokkal később Anjelica, akit benzinnel locsolnak le az apátság tetején, azt mondja, hogy "ez mind érted van", majd felgyújtja magát és felakasztja magát. Margaret megbízik Brennanban, aki elmagyarázza, hogy az egyházon belüli radikálisok, akik attól félnek, hogy a szekularizmus térnyerése miatt elveszítik a hatalmukat, az antikrisztust akarják a világba hozni, hogy félelmet keltsenek és visszatereljék az embereket az egyházba. Carlitát az anyjának szánják; bizonyítékként megmutatja Harris fényképét. Margaret nem hajlandó hinni neki, de beleegyezik, hogy ellopja Carlita aktáit.
Margaret sikertelenül faggatja Gabriel atyát Carlita múltjáról. Az apácák látogatást szerveznek egy művészeti múzeumba, és Margaret hiába próbálja Carlita múltját firtatni. Lázadás tör ki, és miközben az apácák és az árvák evakuálódnak, Margaret a káosz közepébe kerül. Hallucinációkat lát, amelyekben démoni kéz ragadja meg őt, amit Silvia nővér lát, annak ellenére, hogy semmi sincs ott. Silvia ezután arra kényszeríti Margaretet, hogy hagyja el az árvaházat, és megtagadja fogadalmát. Elmenekülve Margaret kiszúrja és üldözőbe veszi Paolót. Paolo elborzad, és azt mondja neki, hogy "keresse a jelet", mielőtt egy szembejövő teherautó elütné, és felnyársalná egy falnak. Margaret megpróbálja megmenteni, de véletlenül kettéhasítja.
Margaret kisurran, miközben Luz leteszi a fogadalmát, és az épület pincéjébe oson, hogy megtalálja az aktákat. Tizennégy alanyi aktát talál, mindegyik fotón egy látható 666-os jelet viselő csecsemő látható, mindegyik "Scianna" feliratú és eltorzult, kivéve egyet. Elrohan az aktákkal, és Carlita szobája felé veszi az irányt, megesküszik, hogy megvédi őt, és megszökik vele, miközben az aktákat Carlita ágya alá rejti. A nővérek bejönnek, hogy lefogják Margaretet, és ő észreveszi a jelet a sikoltozó Carlita szájpadlásán. Margaretet bezárják a "rossz szobába", ahová Carlita gyakran be van zárva. Hangokat hall, amelyek mintha sátáni rajzokból jönnének az egész szobában. Látja, hogy egy megégett Anjelica hallucinációja közeledik felé. Éjszaka Gabriel atya elhozza az aktákat, kinyitja az ajtót, és megmenti a lányt, felfedve szolidaritását Brennannal.
Margaret észreveszi, hogy Carlita fején nincs a 666-os jel, annak ellenére, hogy Brennan fotóján ott van. Mindhárman megvizsgálják az aktákat, és Margaret összekapcsolja a fotót egy másik aktával, kitalálva, hogy egy másik megkísérelt baba túlélte. Rájön, hogy egész életében az egyház gyámsága alatt állt, Margaret megtapogatja a fejbőrét, és megtalálja a jelet, amit Brennan egy második pillantással megerősít. Egy hallucináció azt mutatja, hogy az előző démoni entitás teherbe ejtette őt azon az éjszakán, amikor a diszkóban elájult. Megrémülve attól, ami benne van, abortuszt követel. Brennan közli vele, hogy ez valószínűtlen, mivel június 6-án éjfél van, és a nővérek eljönnek érte. Útközben az autójuk összetörik, de Margaretnek nem esik baja. Hevesen görcsöl, elfolyt a magzatvize, a méhe hirtelen megtelik, és elájul.
Lekötözve ébred, és Lawrence elárulja, hogy ezt már évek óta tervezte. A Vizzardeli összes személye jelen van. A nő két gyermeket szül, egy fiút és egy lányt. A fiút az antikrisztusnak hirdetik. Margaret kéri, hogy tartsa meg, és torkon szúrja Lawrence-t, majd majdnem megöli a gyermekét, mielőtt Luz hasba szúrja Margaretet. Az épület felgyullad, de Carlita megmenti Margaretet és a kislányt. Margaretnek látomása van arról, hogy támadója, a démoni sakál ég. A Vizzardeli tagjai titkos örökbefogadást szerveznek, amelynek során a kisfiút Robert Thorn amerikai diplomatának adják, hogy titokban pótolja a felesége állítólagos vetélése miatt meg nem született, halott gyermekét.
Évekkel később Margaret, Carlita és a kislány boldog, elzárt családdá válnak. Brennan megérkezik, hogy figyelmeztesse Margaretet Vizzardeliről, aki tudja, hogy még életben van, és azt mondja, hogy a fiúnak már neve is van: Damien.

## Szereplők
| Szerep           | Színész              | Magyar hang     | Leírás                                                               |
| ---------------- | -------------------- | --------------- | -------------------------------------------------------------------- |
| Margaret Daino   | Nell Tiger Free      | Mentes Júlia    | Amerikai, aki Rómában küldtek, hogy egy árvaházban dolgozzon.        |
| Silvia nővér     | Sônia Braga          | Kubik Anna      | A római Vizzardeli árvaház apátnője                                  |
| Brennan atya     | Ralph Ineson         | Kőrösi András   | Pap, aki figyelmezteti Margaretet az egyházon belüli összeesküvésre. |
| Lawrence bíboros | Bill Nighy           | Harsányi Gábor  | A katolikus egyház rangidős tagja.                                   |
| Gabriel atya     | Tawfeek Barhom       | L. Nagy Attila  | Az árvaházban dolgozó katolikus pap.                                 |
| Luz Valez        | Maria Caballero      | Szilágyi Csenge | Margaret szobatársa Vizzardeliben.                                   |
| Carlita Scianna  | Nicole Sorace        | Koller Virág    | Idősebb gyermek Vizzardeliben.                                       |
| Anjelica nővér   | Ishtar Currie-Wilson | Sodró Eliza     | Zavart apáca Vizzardeliben.                                          |
| Paolo            | Andrea Arcangeli     | Ágoston Péter   | Férfi, aki találkozik Margarettel.                                   |
| Harris atya      | Charles Dance        | Barbinek Péter  | Korábbi pap, aki meghalt.                                            |

### Magyar változat
- Magyar szöveg: Gáspár Bence
- Hangmérnök: Farkas László
- Vágó: Kajdácsi Brigitta
- Gyártásvezető: Cabello-Colini Borbála
- Szinkronrendező: Nikas Dániel
- Produkciós vezető: Hagen Péter

A szinkront a Disney Character Voices International megbízásából a Mafilm Audio Kft. készítette el

## A film készítése
2016 áprilisában bejelentették, hogy készül az Ómen című film előzményfilmje, amelynek forgatókönyvét Ben Jacoby írja, a rendezésről pedig Antonio Campos tárgyal. 2022 májusára a 20th Century Studios elkezdte a fejlesztést. David S. Goyer és Keith Levine a Phantom Four Films címke alatt producerkedett. 2022 augusztusának végén Nell Tiger Free kapta meg a főszerepet. 2024. január 3-án bejelentették, hogy Tawfeek Barhom, Sônia Braga, Ralph Ineson és Bill Nighy is a film főszereplői.
A forgatás Rómában és a Lumina stúdióban zajlott szeptember 19. és 2022. november 22. között.